# دييغو فيلازكيز دي كيولار
دييغو فيلازكيز دي كيولار (بالإسبانية: Diego Velazquez de Cuéllar)‏ هو عسكري إسباني، ولد في 1465 في Cuéllar ‏ في إسبانيا، وتوفي في 12 يونيو 1524 في مدينة سانتياغو دي كوبا في كوبا بسبب حمى.

## وصلات خارجية
- دييغو فيلازكيز دي كيولار على موقع الموسوعة البريطانية (الإنجليزية)